# Empis monticola
Empis monticola är en tvåvingeart som beskrevs av Friedrich Hermann Loew 1868. Empis monticola ingår i släktet Empis och familjen dansflugor. Inga underarter finns listade i Catalogue of Life.